# チェロソナタ第1番 (フォーレ)

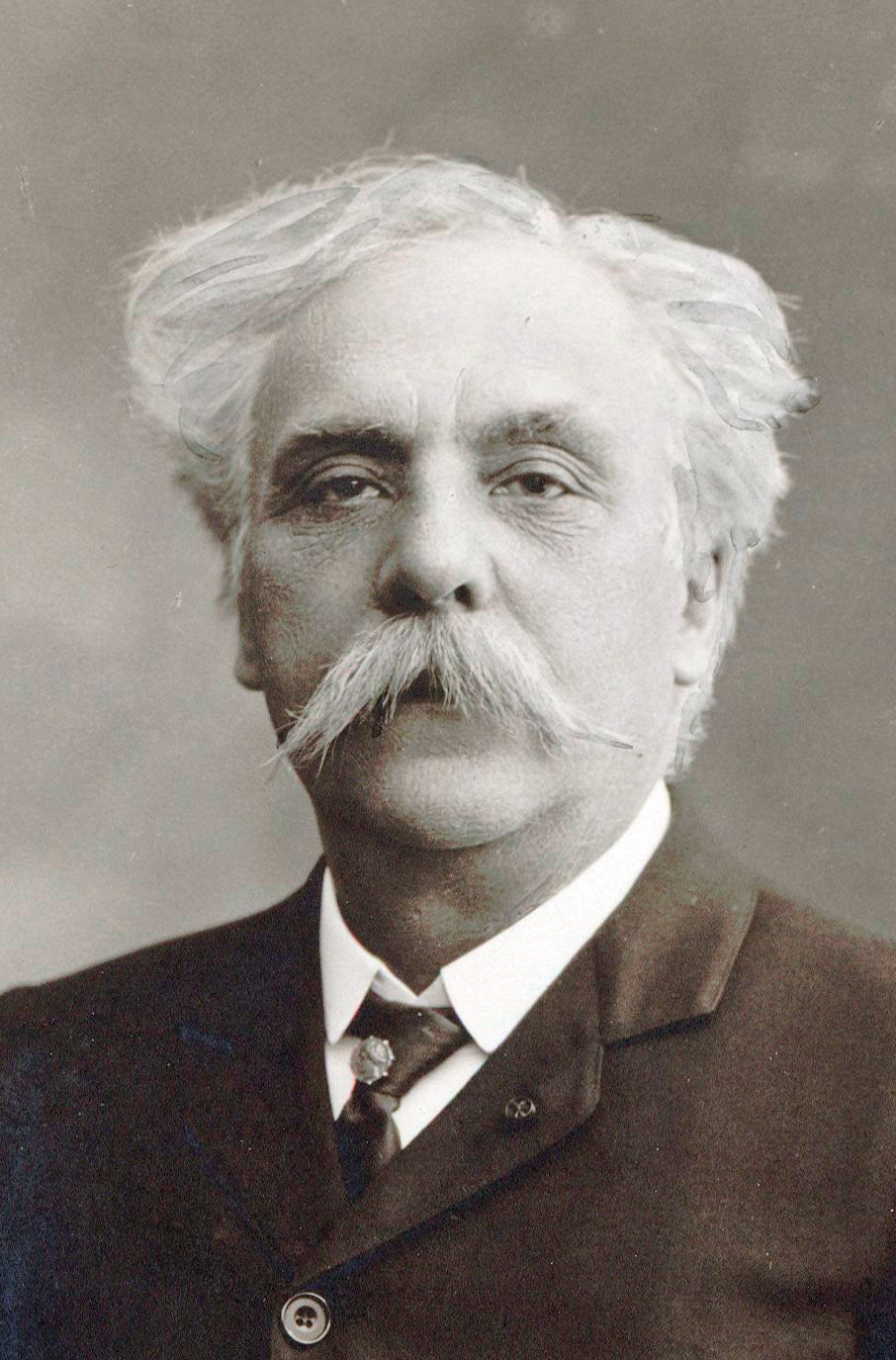
ガブリエル・フォーレ（1905年の写真）

チェロソナタ第1番(仏: Sonate pour violoncelle et piano nº 1) ニ短調 作品109は、近代フランスの作曲家ガブリエル・フォーレ（1845年 - 1924年）が1917年に作曲したチェロとピアノのためのソナタ。全3楽章からなる。
なお、フォーレのチェロソナタは2曲あり、第1番作曲の4年後、1921年に第2番が書かれている。

## 作曲の経緯
チェロソナタ第1番は1917年、ヴァイオリンソナタ第2番の完成に引き続いて書かれた。冬の間パリで着手されたが、本格的に取りかかったのは5月からで、夏の避暑地サン＝ラファエルで完成した。第1楽章と第2楽章は1917年7月末に完成し、第3楽章も7月28日から8月18日までの3週間で作曲された。フォーレとしては珍しい速筆であり、本人も驚くほどだった。
フォーレにとってチェロソナタは、1880年に『エレジー』（作品24）を作曲したころからの計画であり、40年近く経ってそれを果たしたことになる。妻マリーに宛てた手紙に、フォーレは次のように報告している。

## 初演・出版
フォーレのチェロソナタ第1番は、1918年1月19日、国民音楽協会の演奏会でアンドレ・エッキングのチェロ、アルフレッド・コルトーのピアノによって初演された。
同1918年、デュラン社より出版された。
曲はチェリスト、指揮者のルイ・アッセルマン（fr:Louis Hasselmans, 1878年 - 1957年。表記はアッセルマンスとも）に献呈された。ルイは、パリ音楽院のフォーレの同僚でハープ科教授だったアルフォンス・アッセルマン（1845年 - 1912年）の息子であり、1913年にフォーレのオペラ『ペネロープ』(en:Pénélope)をパリで初演していた。

## 特徴
フォーレの創作期間はしばしば作曲年代によって第一期（1860年 - 1885年）、第二期（1885年 - 1906年）、第三期（1906年 - 1924年）の三期に分けられており、これによると、2曲のチェロソナタはいずれも第三期に属する。
フォーレの二つのチェロソナタの間隔は4年だが、第1番の第1楽章が持つ荒々しさのために、チェロ奏者たちからは第2番の方が好まれている。フランスのフォーレ研究家、ジャン＝ミシェル・ネクトゥーは、「彼らはそのことで、チェロが持つ表現上のいろいろな可能性を発揮しうる貴重な機会を逃している」と指摘している。
また、直前に作曲されたヴァイオリンソナタ第2番とは、第1楽章の暗い炸裂するような響き、緩徐楽章の親密な抒情性、終楽章の優美さにおいて共通する。しかし、書法においてはチェロソナタ第1番の方が簡潔で単純さがいっそう増している。
第1楽章の激しい曲想については、「怒りの火花のよう」（クライトン）、「波瀾万丈の冒険譚の如き狂おしい調子」（ジャンケレヴィッチ）、「フォーヴィスムの画家が用いる色彩を思わせるような激しく荒々しい響き」（ネクトゥー）などと評されており、第一次世界大戦下の不穏な空気の反映という解釈も可能である。
とはいえ第1楽章の切れ切れの書法は、フォーレが1884年に作曲した交響曲ニ短調の第1楽章の楽想が元になっている。
交響曲ニ短調は作品40として1885年3月に初演されたものの、フォーレはこれを出版せずに破棄、ヴァイオリンのパート譜のみが手元に残されていた。
第2楽章は夜想曲風であり、ネクトゥーはこの楽章について、「白い曙光の中に主題のおぼろげな輪郭を探り、徐々に抒情性を高めていきながら、巧みにクレッシェンドに移ってゆく」と述べている。
終楽章では一転して気楽な雰囲気が表出される。フォーレが妻に宛てた手紙によると、第3楽章は「普遍の青をたたえた海を前にして」着想された。『クラシック音楽史大系7　ロシアとフランス』でフォーレの項を担当したロナルド・クライトンは、「これはあらゆる意味で彼のもっとも楽しいフィナーレの一つである」と述べている。
また、この楽章に見られるカノン風な書法は、チェロソナタをはじめ、ヴァイオリンソナタ第2番、ピアノ五重奏曲（第1番及び第2番の2曲）、ピアノ三重奏曲などフォーレの室内楽作品の終楽章でよく用いられている。そうした中で、チェロソナタ第1番の終楽章はとりわけ説得力を持つものである。ネクトゥーによれば、カノンによる対話は自然に形成され、峻厳で冷ややかな音楽になるようなことは決してなく、やがて一瞬の輝きを見せたかと思うと、さらに新しい音楽の流れの中に溶け込んでいく。

## 構成

### 第1楽章
アレグロ、ニ短調、3/4拍子。ソナタ形式。フォーレの全作品中でも独特の力と密度を備えた曲である。
音符と同数の休止を伴うピアノのシンコペーションによって始まり、これに乗ってチェロが第1主題を提示する。主題のごつごつした表情は、ベートーヴェンの第9交響曲を思わせるもの。
チェロとしてはきわめて珍しい書法で書かれたこの第1主題は、フォーレのオペラ『ペネロープ』第3幕への前奏曲でユリース（オデュッセウス）の怒りが次第に高まっていく部分の表現と似通っており、いずれもすでに述べたようにフォーレの交響曲ニ短調アレグロ・デチーソから発展的に採られたものである。
第1主題

交響曲ニ短調より
『ペネロープ』第3幕第1場より
第2主題は平行長調のヘ長調により、第1主題とは対照的に穏やかで夢見るように現れ、ピアノからチェロへと移る。
第2主題
展開部では二つの主題が解け合うことなくぶつかり合う。再現部でも熱狂的な力が勝っており、第1楽章は和らげられないまま短調で終わる。
クライトンは、ピアノの書法に若干ジャズを匂わすものがあるとしており、ネクトゥーもまた、コーダの直前及びコーダにおいて、フォーレの作品としてはきわめて例外的なジャズの響きや驚異的なスウィングするような和音の効果が生み出されているとする。

### 第2楽章
アンダンテ、ト短調、3/4拍子。夜想曲を思わせる情感を湛えた楽章。大きく三つの部分からなるが、これらは二つのフレーズからなる単一の主題による自由な変奏である。最初のフレーズは、二つの音が何かを問うように2オクターヴの広い音域にわたって投げかけられ、二番目のフレーズは、柔らかなカンティレーナとなる。
フレーズA
フレーズB
ここでは、サラバンドのリズムと付点音符による最初のフレーズが発展するかのように見せて、すぐに寂しさを秘めた二番目のフレーズが歌われる意外性がこの楽章の表現を豊かにしており、ほかにも和声が予定のコースを外れるといった仕掛けがある。ピアノパートはフォーレの後期の歌曲の伴奏音型を思わせるもの。

### 第3楽章
アレグロ・コモド、ニ長調、4/4拍子。ソナタ形式。チェロの魅力を引き出した優美な第1主題で始まる。
第1主題
第2主題は幅広い跳躍とシンコペーションのリズムを持ち、気まぐれな雰囲気を備える。
第2主題
展開部では、サルタレロのリズムに乗って、ピアノとチェロによる第1主題に基づく長大かつ厳格なカノンとなる。緩慢なように見えながらも迅速に進んでゆくような心地のよい曲調で一貫するが、コーダに至って次第に高揚し、輝かしさに包まれた終曲となる。
ネクトゥーはこの楽章について、愁いに沈んでいるように見えながら実は活力に溢れ、内にきわめて厳密な構造性が隠されていながら、奔放さすら湛えた楽章であるとし、「巨匠の手が隅々まで入れられているチェロソナタ第1番の終楽章では、少し注意を凝らせば、ガブリエル・フォーレというきわめて魅力的な誘惑者の、限りなく優しいとともにその一方では皮肉も浮かべた、多少とも屈折した表情をのぞかせているような微笑みが見えてくるようにも思われる。」と賞賛している。